# أولريش ديتز
أولريش ديتز (بالألمانية: Ulrich Dietz)‏ هو مهندس ألماني، ولد في 25 يناير 1958 في بفورتسهايم في ألمانيا.